# Niklas Schehl
Niklas Schehl (18 de abril de 1998) es un deportista alemán que compite en ciclismo de montaña en la disciplina de campo a través. Ganó dos medallas de bronce en el Campeonato Europeo de Ciclismo de Montaña, en los años 2016 y 2021.

## Medallero internacional
| Campeonato Europeo | Campeonato Europeo | Campeonato Europeo | Campeonato Europeo         |
| Año                | Lugar              | Medalla            | Competición                |
| ------------------ | ------------------ | ------------------ | -------------------------- |
| 2016               | Huskvarna (Suecia) | Medalla de bronce  | Campo a través             |
| 2021               | Novi Sad (Serbia)  | Medalla de bronce  | Campo a través por relevos |